# Жууган піяз
Жууга́н пія́з (цибулевий салат) — традиційний овочевий салат киргизької кухні з цибулі.

## Інгредієнти
Цибуля ріпчаста — 3-4 шт. (300—400 р)
Оцет — 1 ст. ложка
Сіль, східний кмин (зіра), мелений чорний перець за смаком.

## Спосіб приготування
Цибулю почистити, нарізати тонкими кільцями.
Чайну ложку оцту розвести у склянці води.
Лук занурити в цей розчин і розтерти руками, щоб колечка розділилися.
Потім цибулю добре промити в холодній воді, розкласти в тарілочки, заправити оцтом, посолити, перемішати, посипати зірою і перцем.
Салат подають до плову, шашликів, печені.